# 三笠町
三笠町（みかさちょう）は、鹿児島県出水郡にあった町。
町村名は前身二大字の境界にある三日月山と笠山から一文字ずつ取った合成地名である。現在は阿久根市立三笠中学校にその名をとどめる。

## 地理
- 港湾：脇本港
- 島：寺島
- 河川：新田川

## 沿革
- 1889年4月1日 - 町村制施行に伴い脇本村と江内村が合併して出水郡下出水村が成立。役場を大字脇本字馬場の上におく。
- 1924年4月1日 - 「下」の字を避け、三笠村に改称。
- 1949年4月1日 - 大字江内が江内村（のちの高尾野町、現出水市）として分立。
- 1953年5月3日 - 三笠村が町制施行して三笠町となる。同時に役場を大字脇本字馬場の下に移転。
- 1955年4月10日 - 阿久根市へ編入される。

## 交通

### 道路
- 国道
  - 国道389号
- 一般県道
  - 鹿児島県道365号脇本赤瀬川線
  - 鹿児島県道367号脇本荘線
  - 鹿児島県道378号荒崎黒之浜港線